# M. M. Mangasarian
Mangasar Magurditch Mangasarian (29 de diciembre de 1859 – 26 de junio de 1943) racionalista y laicista estadounidense de origen armenio.

## Biografía
Nació en Mashger (actual Turquía) bajo el Imperio Otomano y estudió en el Robert College de Constantinopla, siendo ordenado ministro cristiano en Merzifon en 1878. Alrededor de 1880 ingresó en la Universidad de Princeton. Entre 1882 y 1885 fue pastor en una iglesia presbiteriana de Filadelfia, para luego dimitir y convertirse en predicador y conferencista de "religión independiente" en Nueva York. En 1892 pasa a ser líder de la Ethical Culture Society de Chicago, organización fundada por Felix Adler. En 1900 pasa a organizar la Independent Religious Society de Chicago, que era una organización racionalista donde siguió siendo pastor hasta 1925. Se retiró a la ciudad de Piedmont (California), donde vivió hasta su muerte.
Durante su vida, Mangasarian escribió algunos libros. Sus obras más populares, entre ellas La verdad sobre Jesús — ¿Es un mito? (1909) y La biblia desvelada (1911) se ocupan de las evidencias que fundamentarían la inexistencia de un Jesús histórico. También escribió cientos de ensayos y charlas sobre temas de la época. Sus libros y ensayos se tradujeron al francés, alemán, español y a otras lenguas. Los temas principales sobre los que tratan sus escritos son la crítica de la religión y la filosofía de la religión.
Mangasarian se veía a sí mismo como racionalista y laicista antes que como ateo, ya que consideraba que el ateísmo era una posición metafísica no verificable.